# Fernando Cáceres
Fernando Gabriel Cáceres (San Isidro, 7 febbraio 1969) è un ex calciatore argentino, di ruolo difensore centrale. Ha fatto parte della Nazionale argentina per un periodo di cinque anni, vincendo la Copa América 1993 e partecipando a Stati Uniti 1994.
È primatista di presenze (47) del Celta Vigo nelle competizioni UEFA per club.

## Biografia
Fernando Cáceres nacque a San Isidro il 7 febbraio 1969. Il 1º novembre 2009, a Buenos Aires, è stato colpito da un proiettile alla testa durante un tentativo di rapina. Ricoverato, è stato mantenuto in coma farmacologico per otto settimane.
Il 29 dicembre è uscito dal coma ed è stato trasferito all'ospedale di Ciudela, dove ha iniziato un lento recupero.
A causa della rapina il suo volto è rimasto sfigurato, ha perso l'occhio destro, l'udito dal lato destro e ha problemi di deambulazione.
Il 16 ottobre 2010, a Buenos Aires, si è giocata una partita di calcetto di solidarietà tra una rappresentanza Argentina e Uruguay. Nella rappresentanza dell'Argentina ha giocato anche Diego Armando Maradona. La partita si è conclusa 9 a 8 per i padroni di casa.

## Carriera

### Club
Uscito dalle giovanili dell'Argentinos Juniors a 17 anni, gioca per il club di La Paternal fino al 1991, totalizzando 113 presenze e andando a segno per cinque volte. Nel 1991 il primo "salto di qualità" nel River Plate, con il quale raggiunge anche la nazionale. Nel 1993 passa agli spagnoli del Real Saragozza, dove passa tre stagioni su buoni livelli, totalizzando 91 presenze e segnando 3 gol.
Nel 1996 torna brevemente in Argentina, vestendo la maglia del Boca Juniors (diventando così uno dei giocatori ad aver vestito le maglie del Boca e del River Plate nel corso della loro carriera), prima di venire acquistato dal Valencia, tornando così a giocare nella Primera División. Dopo 50 presenze nel club valenciano, passa al Celta Vigo, dove rimane fino al 2004, totalizzando 198 presenze in campionato (218 totali) segnando 3 reti.
Nel 2004 è il Córdoba ad assicurarsi l'ormai 35 calciatore, che rimane brevemente in Spagna prima di venire richiamato in patria dall'Independiente, squadra nella quale gioca 46 partite. Nel 2006, tornato al club dell'inizio della sua carriera, l'Argentinos, decide di chiudere la carriera nel 2007.

### Nazionale
Nel 1985 debutta nell'Argentina under 17, con la quale vince il Campionato Sudamericano Under-17, raggiungendo per la prima volta la nazionale maggiore nel 1992, a 23 anni. Nel 1993 partecipa alla vittoriosa Copa América 1993, subentrando al 40' durante la finale contro il Messico.
Durante il mondiale di Stati Uniti 1994 viene schierato titolare nel reparto difensivo dove militano calciatori come Oscar Ruggeri o Néstor Sensini. Negli ottavi di finale contro la Romania, da un fallo di Cáceres nasce la punizione che Ilie Dumitrescu mette in rete, e nella stessa partita un tiro del difensore mal trattenuto da Florin Prunea diventa l'occasione per il 2-3 segnato da Abel Balbo.

## Palmarès

### Club

#### Competizioni nazionali
- Campionato argentino: 1

River Plate: Apertura 1991
- Coppa di Spagna: 1

Real Saragozza: 1993-1994

#### Competizioni internazionali
- Coppa delle Coppe: 1

Real Saragozza: 1994-1995
- Coppa Intertoto UEFA: 1

Celta Vigo: 2000

### Nazionale
- Coppa America: 1

Ecuador 1993

### Individuale
- Equipo Ideal de América: 1

1992